# Usine Ford de Sarrelouis

L'usine Ford de Sarrelouis est une importante usine de construction automobile située à Sarrelouis, dans le Land de Sarre (Allemagne). Elle appartient à la société Ford Werke GmbH, filiale allemande de la société américaine Ford Motor Company.

## Origine
La construction de l'usine débute en 1966 sur un ancien aérodrome. Le 16 septembre 1966 a lieu la cérémonie de pose de la première pierre. En 1968, commence la production de tôles pour la société Renault.
La production d'automobiles démarre le 16 janvier 1970. L'inauguration officielle a lieu en juin 1970 en présence de Henry Ford II. L'usine est destinée à produire, conjointement avec l'usine de Halewood (Royaume-Uni), un modèle destiné à l'ensemble du marché européen, la Ford Escort.

## Direction
| Martin Chapman    | -    | 2014   |
| Dominique Maessen | 2014 | 2015   |
| Kerstin Lauer     | 2015 | 2018   |
| Jürgen Schäfer    | 2019 | Actuel |

Autre dirigeant:
- Karl Anton [3]

## Infrastructure
Le site de production est constitué de quatre bâtiments principaux :
- Presswerk : La fabrication de la carrosserie par emboutissage grâce aux presses hydrauliques.

- Rohbau : la carrosserie, s'occupe de l'assemblage automatisé par robot de type Kuka de la carrosserie.
- Lackiererei : la peinture, réalise la mise en peinture des carrosseries.
- EndMontage : montage final, Procède à l'assemblage final entre le châssis, moteur et la carrosserie.

La ligne de montage Ford Werk Saarlouis, est reliée grâce à un tunnel de transport de matériel, long de 1 000 m au parc industriel de sous-traitants "Industriepark" qui permet l'acheminement des différents composants. Industriepark Ford Saarlouis emploie 2 000 sous-traitants et produit 17 modules (sièges, tableaux de bord, consoles, etc.)  
Le site s'étend sur 1 400 000 m2 auquel on peut rajouter 260 000 m2 du "Industriepark".

## Production
Modèles produits à Sarrelouis : 
| Modèle      | Années                        | Production |
| ----------- | ----------------------------- | ---------- |
| Ford Escort | de 1970 à 1998                | 6.517.352  |
| Ford Capri  | de 1971 à 1975                | 147.080    |
| Ford Fiesta | de 1976 à 1980                | 722.160    |
| Ford Orion  | de 1983 à 1993                | 506.772    |
| Ford Focus  | depuis le 10 août 1998        | 3.494.073  |
| Ford C-Max  | de 2003 à 2010 et 2014 à 2019 |            |
| Ford Kuga   | de 2008 à 2013                | ~ 300.000  |

Production journalière en 2015: 1770 unités
Production totale de l'usine : le 5 000 000e véhicule est sorti des chaînes en 1990. Le 10 000 000e le 1er juillet 2005.
Plus de 80 % de la production est exporté dans 80 pays.
- Le 19 Décembre 2019 la production "Made in Sarrelouis" tout modèles confondu atteint les 15 Millions de véhicules[6].

### Ford Focus
Depuis 2010 Ford Sarrelouis est Single Source pour la Ford Focus, elle est la seule usine à produire ce modèle en Europe.
Variantes de la Ford Focus produit à Sarrelouis :
- Focus RS
- Focus ST
- Focus Break (Kombi-Variante Turnier)
- Focus Berline 4 et 5 portes (Ford Focus-Limousine)
- Focus Electric (BEV)

### Ford C-max
Modèles C-max et Grand Cmax

## Production annuelle
- 2008: 402 554 vehicules
- 2009: 339 717 vehicules[3]

## Personnel
Évolution des effectifs de l'usine : 

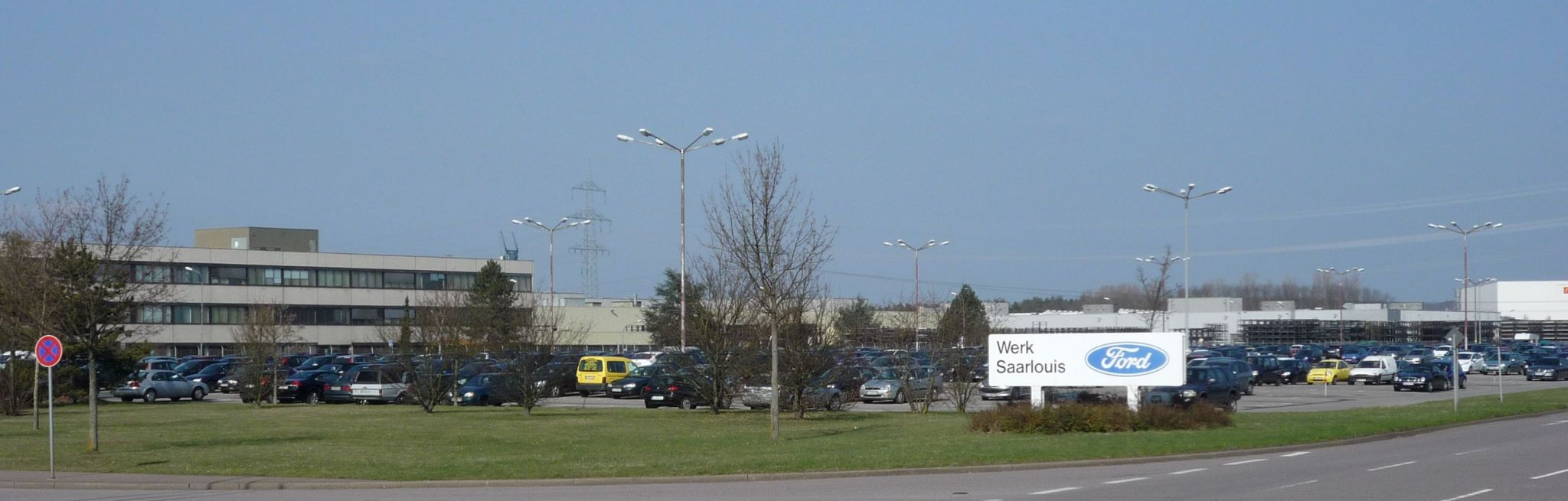
Usine Ford de Sarrelouis.

| Année | Effectifs |
| ----- | --------- |
| 1971  | 5.600     |
| 1978  | 8.100     |
| 1996  | 5.600     |
| 1999  | 6.500     |
| 2002  | 7.200     |
| 2005  | 6.800     |
| 2020  | 5.400     |

- En 2005, l'usine emploie 6 800 salariés travaillant en trois équipes. Ford à Sarrelouis est le plus gros employeur du Land de Sarre. Les étrangers représentent 21 % du personnel : 11 % de Français (des travailleurs frontaliers, l'usine est à 10 km de la frontière), 6,6 % d'Italiens et 2,3 % de Turcs. Les femmes forment 7 % de la main-d'œuvre.

Nombre de frontaliers chez Ford à Sarrelouis (2015) : 1 000 personnes dont 97 % IG-Metal
Nombre de Français chez Ford (2015) : 600 personnes dont 98 % IG-Metal
- En 2019 l'usine emploie 5400 salariés, le poste de nuit est supprimé, le nombre de frontaliers passe à 800. La Production est réduit a 1115 véhicules/jour[10].

## Certificats de conformités[12]
- ISO 9001 (Gestion qualité ) depuis 1996
- ISO 14001 (Management environnemental) depuis 1996

## Syndicat
Le Syndicat majoritaire actuellement en place est IG Metall (Industriegewerkschaft Metall) 
Markus Thal succède à Gilbert Hess en 2015